# Aphanopleura capillifolia
Aphanopleura capillifolia là một loài thực vật có hoa trong họ Hoa tán. Loài này được (Regel & Schmalh.) Lipsky mô tả khoa học đầu tiên năm 1898.